# Клаудіо Казанова
Клаудіо Казанова (італ. Claudio Casanova, 21 жовтня 1895, Генуя — 20 квітня 1916, Генуя) — італійський футболіст, що грав на позиції захисника, зокрема за «Дженоа», а також національну збірну Італії.

## Клубна кар'єра
У дорослому футболі дебютував 1911 року виступами за команду «Лібертас Корнільяно», в якій провів один сезон.
1912 року перейшов до клубу «Дженоа», де провів три роки. У  сезоні 1914/15 став у складі генуезької команди чемпіоном Італії. Утім ще до повноцінного завершення сезону попрямував на фронт Першої світової війни.
Був важко поранений і доправлений до рідної Генуї, де 20 квітня 1916 року 20-річний гравець помер.

## Виступи за збірну
1914 року провів свій єдиний офіційний матч у складі національної збірної Італії.
| Дата       | Місто | Господарі | Результат | Гості  | Турнір           | Голи | Примітки |
| ---------- | ----- | --------- | --------- | ------ | ---------------- | ---- | -------- |
| 17/05/1914 | Берн  | Швейцарія | 0 – 1     | Італія | товариський матч | -    |          |
| Усього     |       | Матчів    | 1         |        | Голів            | 0    |          |

## Титули і досягнення
- Чемпіон Італії (1):

«Дженоа»: 1914-1915